# Зграда старог окружног начелства у Богатићу
Зграда старог окружног начелства у Богатићу је подигнута као типска грађевина за потребе среског начелства у Краљевини Југославији. представља непокретно културно добро као споменик културе од великог значаја.

## Историја
Њена градња је почела 1929. године. Приликом посете Богатићу краља Александра Првог Карађорђевића, 3. јуна 1934. године, зграда је била озидана, али не и довршена. Том приликом краљ је одобрио средства из буџета Краљевине Југославије, па је исте године завршена.
После Другог светског рата у згради је било средиште Среза мачванског, а од 1955. године до данас је седиште Општине Богатић. Објекат је смештен на углу две улице. Централни део грађевине, постављен на углу улица има полукружну основу и кружну ватрогасну куполу у врху, која доминира, а фасадна платна су скромно декорисана.